# Trinley Gyatso
Trinlé Gyatso (en tibetà: འཕྲིན་ལས་རྒྱ་མཚོ་, romanitzat: ‘phrin les rgya mtsho) (26 de gener de 1857 - 25 d'abril de  1875) va ser el dotzè dalai lama.
La seva curta vida és deguda a la inestabilitat política del Tibet i els seus països veïns. Al principi de la dinastia Qing, el Tibet va passar per una de les pitjors èpoques, l'Imperi britànic anhelava annexar-lo a les seves colònies de l'Índia britànica. Trinle Gyatso va ser reconegut com la reencarnació de l'anterior dalai-lama el 1860 i proclamat el seu successor el 14 d'agost d'aquell mateix any. Durant el seu període d'aprenentatge a la infància, es va prohibir als europeus entrar al país per les guerres britàniques contra Sikkim i Bhutan, que controlaven els lames a Lhasa i que es veien com una forma de colonització. Així mateix, les missions amenaçaven d'entrar pels rius Mekong i Salween i el Tibet va deixar de reconèixer l'autoritat del govern Qing. Trinlé Gyatso es va convertir en un complet dalai lama l'11 de març de 1873, i va morir per una misteriosa malaltia la primavera de 1875.